# Station Ustronie Morskie
Station Ustronie Morskie is een spoorwegstation in de Poolse plaats Ustronie Morskie.